# 奥利瓦雷斯德胡卡尔
奥利瓦雷斯德胡卡尔，是西班牙卡斯蒂利亚-拉曼恰昆卡省的一个市镇。总面积50平方公里，总人口540人（2001年），人口密度11人/平方公里。